# Adesmia viscida
Adesmia viscida är en ärtväxtart som beskrevs av Gaetano Savi. Adesmia viscida ingår i släktet Adesmia och familjen ärtväxter. Inga underarter finns listade i Catalogue of Life.